# 龍崎孝
龍崎 孝（りゅうざき たかし、1960年9月16日 - ）は、日本のジャーナリスト。流通経済大学社会学部教授。元毎日新聞社記者、元TBSテレビ解説委員。

## 来歴
1960年9月16日、神奈川県生まれ。千葉県立千葉高等学校、横浜国立大学教育学部卒業後、1984年毎日新聞社に入社、浦和支局（現：さいたま支局）に配属される。埼玉県警担当時代は日本航空123便墜落事故の取材を担当。その後、東京本社政治部に異動し、竹下内閣当時の首相官邸、自民党、外務省などの取材に従事し、千葉支局勤務を最後に1994年12月に退社。1995年、TBSに移籍。入社2週間後には、阪神・淡路大震災の取材を担当。その後、『JNNニュースの森』デスク、『JNN報道特集』ディレクターを担当。報道局政治部デスクとなる。2010年8月、報道局外信部担当部長兼解説・専門記者室へ異動モスクワ支局の支局長。2011年5月1日にJNN三陸臨時支局開設に伴ない、自ら志願して三陸支局へ異動し、支局長に就任。2012年4月1日付で報道局政治部長に就任。2014年10月1日付の人事異動にて、報道局解説・専門記者室担当局次長にして解説委員となる。2016年3月31日付でTBS退社。同年3月、横浜市立大学大学院都市社会文化研究科博士後期課程修了。2016年4月1日より流通経済大学スポーツ健康科学部教授就任。2021年4月より同大副学長。2022年4月より社会学部教授。

## 出演番組

### テレビ
- サタデーずばッと
- ひるおび!
- 週刊BS-TBS報道部
- 「乱!」シリーズ - 乱!総選挙2012、乱!総選挙2014
- いっぷく![3]
- あさチャン![4]
- 上田晋也のニッポンの過去問[5]
- はやドキ![6]
- チャント!（CBCテレビ）
- そこまで言って委員会NP（読売テレビ）
- サタデーウォッチン（TBCテレビ）

### ラジオ
- 荻上チキ・Session-22
- 荒川強啓 デイ・キャッチ!
- 伊集院光とらじおと